# Johann Heinrich Burckhard

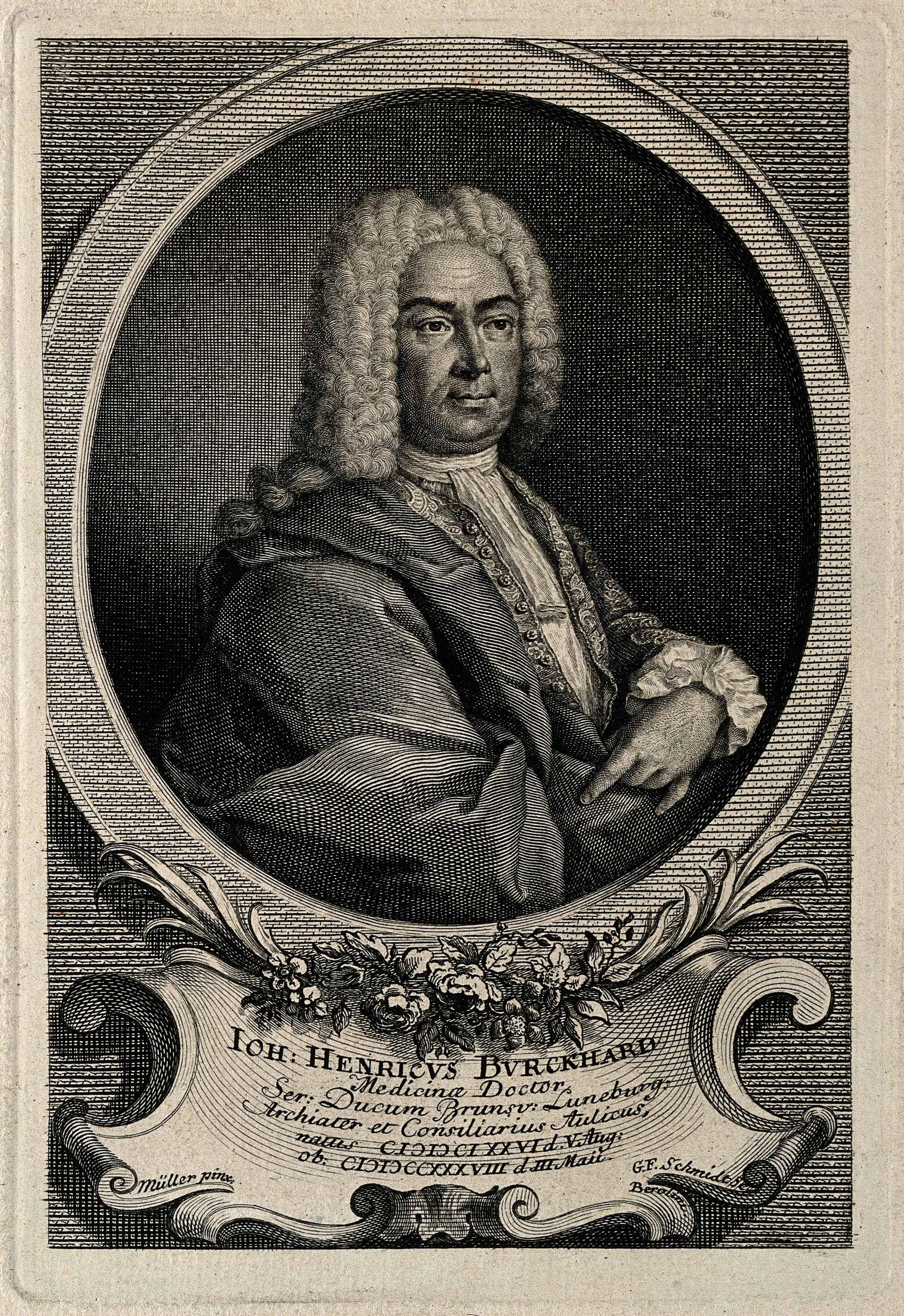
Johann Heinrich Burckhard (Kupferstich von Georg Friedrich Schmidt)

Johann Heinrich Burckhard, auch Burckhardt (* 5. August 1676 in Sulzbach; † 3. Mai 1738 in Wolfenbüttel) war ein deutscher Arzt, Botaniker und Numismatiker.

## Leben
Johann Heinrich Burckhard wurde 1676 in Sulzbach in der Oberpfalz als Sohn des evangelischen Pfarrers Georg Christoph Burckhard geboren. Seine beiden jüngeren Brüder waren der Bibliothekar Jakob Burckhard und der Jurist Johann Georg Burckhard. Er besuchte von 1691 bis 1693 das akademische Gymnasium in Stuttgart und studierte anschließend bis 1696 Medizin an der Universität Altdorf. Er wurde 1697 mit der Arbeit De Respiratione integra et laesa zum Doktor der Medizin promoviert. Burckhard bereiste 1699 gemeinsam mit dem Mediziner Johann Volkamer die Niederlande und ging 1700 nach Helmstedt, erhielt an der dortigen Universität jedoch keine Stelle. Er war ab 1701 Stadtphysicus in Wolfenbüttel im Fürstentum Braunschweig-Wolfenbüttel und wurde später Leibarzt am dortigen herzoglichen Hof.
Burckhard zählt zu den universalen Büchergelehrten im Zeitalter des Polyhistorismus. Er war intensiver Nutzer der Herzog August Bibliothek, wo er 642 Werke zwischen 1702 und 1737 entlieh. Er selbst besaß seinerzeit die reichste Privatbibliothek in Wolfenbüttel, die aus über 8000 Büchern und 4500 Dissertationen aus allen Fachgebieten bestand. Seine Sammlung antiker und neuer Münzen und Medaillen war überregional bekannt. Der Numismatiker Johann David Köhler beschrieb die Sammlung in einem 1000-seitigen, mehrbändigen Auktionskatalog. Buch- und Münzsammlung Burckhards wurden nach seinem Tod versteigert. Seine Bibliothek wurde für diesen Zweck ebenfalls katalogisiert. Aus dem Jahr 1702 ist ein Brief Burckhards an Gottfried Wilhelm Leibniz überliefert, in welchem er den Gedanken äußert, auf den Fortpflanzungsorganen der Pflanzen ein Klassifizierungssystem aufzubauen. Burckhard verfolgte diesen Schritt nicht weiter, so dass Carl von Linnés Autorschaft hierdurch unberührt bleibt.
Burckhard war seit 1711 verheiratet mit Anna Sophia (1680–1753), Witwe des Postmeisters Wolfgang Pollich in Braunschweig. Burckhard starb im Mai 1738 im Alter von 61 Jahren in Wolfenbüttel.

## Ehrungen
Johann Heinrich Burckhard wurde 1725 von Herzog August Wilhelm zum Hofrat ernannt. Er wird geehrt durch den botanischen Gattungsnamen Burchardia. Dies ist die einzige Gattung der Tribus Burchardieae innerhalb der Pflanzenfamilie der Zeitlosengewächse (Colchicaceae). Die etwa sechs Arten sind in Australien verbreitet.

## Schriften (Auswahl)

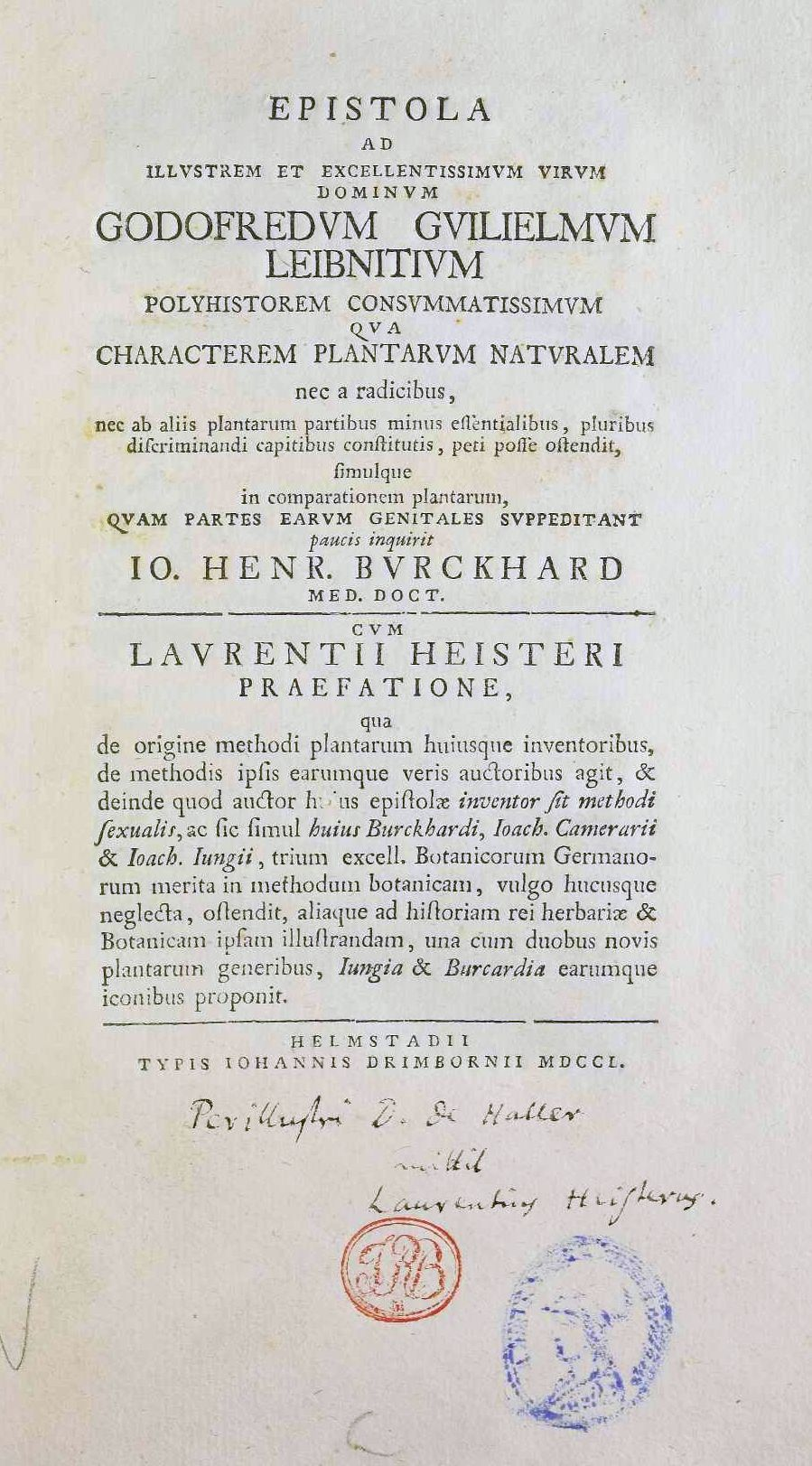
Epistola ad Godfredum Leibnitzium, qua characterem plantarum naturalem, nec a radicibus, nec ab aliis plantarum partibus minus essentialibus, pluribus discriminandi capitibus constitutis, peti posse ostendit, 1750

- Epistola ad Godfredum Leibnitzium, qua characterem plantarum naturalem, nec a radicibus, nec ab aliis plantarum partibus minus essentialibus peti posse ostendit. Wolfenbüttel 1702. 2. Aufl. hrsg. von Lorenz Heister, Helmstedt 1750.
  - Epistola qua characterem plantarum naturalem nec a radicibus, nec ab aliis plantarum partibus minus essentialibus, pluribus discriminandi capitibus constitutis, peti posse ostendit. Johann Drimborn, Helmstadt 1750 (Latein, beic.it).
- Julius Carl Schläger (Hrsg.): Nvmophylacivm Bvrckhardianvm. 1, Numos antiquos Graecos et Romanos continens. Helmstedt 1740.
- Johann David Köhler (Hrsg.): Nvmophylacivm Bvrckhardianvm. 2,[1]., Von neueren Müntzen …. Helmstedt 1745.
- Johann David Köhler (Hrsg.): Nvmophylacivm Bvrckhardianvm. 2,2., Von neueren Müntzen …. Helmstedt 1745.
- Johann David Köhler (Hrsg.): Nvmophylacivm Bvrckhardianvm. 2,3., Von neueren Müntzen. Helmstedt 1745.
- Bibliothecae Bvrckhardianae Pars ... : Publica Auctione Wolffenbutteli ... An. ... Divendetur. 1, Historia Et Res Litteraria : ... Mense Maio, An. MDCCXLIV Divendetur. Helmstedt 1743. (Auktionskatalog seiner Privatbibliothek)
- Bibliothecae Bvrckhardianae Pars ... : Publica Auctione Wolffenbutteli ... An. ... Divendetur. 2, Geographia, Chronologia, Genealogia, Heraldica, Res Antiqvaria Et Nvmaria, Historia Item Ecclesiastica Et Civilis : ... Mense Septembri, An. MDCCXLIV Distrahetur. Helmstedt 1744. (Auktionskatalog seiner Privatbibliothek)
- Bibliothecae Bvrckhardianae Pars ... : Publica Auctione Wolffenbutteli ... An. ... Divendetur. 3, Philosophia, Physica Et Historia Natvralis. Helmstedt 1744. (Auktionskatalog seiner Privatbibliothek; Teildigitalisat)
- Bibliothecae Bvrckhardianae Pars ... : Publica Auctione Wolffenbutteli ... An. ... Divendetur. 4, Medicina : ... Mense Iunio, An. MDCCXLV ... Instituetur. Helmstedt 1744. (Auktionskatalog seiner Privatbibliothek)